# KaBlam!
KaBlam! was een Amerikaanse animatieserie op Nickelodeon. De serie liep van 1996 tot 2000 en werd bedacht door Robert Mittenthal, Will McRob, Chris Viscardi, Michael Pearlstein, Cote Zellers en Albie Hecht. 
Het programma werd geproduceerd als een showcase met ruimte voor verschillende soorten en stijlen van alternatieve animatievormen, die voornamelijk gebruikt werden in korte indiefilms en reclame.
De serie werd speciaal geschreven voor het SNICK!-blok op Nickelodeon en is tot heden het enige speciaal gecreëerde programma specifiek voor dit blok. De serie ging gelijktijdig van start met Hey Arnold! maar genoot ondanks de populariteit van dat programma en de opkomst van SpongeBob SquarePants een kort succes qua commercie en populariteit. Ook kritisch werd de serie goed ontvangen. Mede doordat de serie bestond uit diverse animaties en veel animators van de korte sketches nadien naar andere tv-zenders zijn overgestapt of de rechten van hun personages aan derden hebben verkocht, verloor Nickelodeon uitzendrechten voor vele sketches waardoor er in herhalingen van afleveringen geknipt diende te worden of volledig niet meer konden worden uitgezonden. Door deze reden werd KaBlam! uiteindelijk in 2000 gecanceld en werden herhalingen in 2003 ook stopgezet. Heel sporadisch worden tot op heden enkele afleveringen nog herhaald. Dit betreffen afleveringen waarin alle personages die voorkomen volledig in handen zijn van de Nickelodeon Animation Studios. 
Elke aflevering bestond uit een reeks korte sketches in diverse animatiestijlen. De korte sketches werden geïntroduceerd en aan elkaar geplakt door de presentatoren van de show, Henry en June, die eerst stripfiguren waren in een stripboek en op die manier de tv-cartoons en stripboekcartoons verbonden. In late afleveringen van de show verviel dit concept en dienden ze als geanimeerde presentatoren van het tv-programma. Zij hadden als enige een eigen vaste verhaal per aflevering. Henry en June waren tussen 1997 en 2003 ook enige tijd de onofficiële mascottes van Nickelodeon, waarbij zij verschillende tv-programma's aankondigde, reclames en interactieve programma's presenteerden, totdat zij werden vervangen door SpongeBob SquarePants.